# Norman Taber
Norman Stephen Taber, noto anche come Norm Taber (Providence, 3 settembre 1891 – Orange, 15 luglio 1952), è stato un mezzofondista statunitense.

## Biografia
Il suo primo importante risultato come atleta arrivò nel 1910 quando arrivò terzo nel miglio ai campionati della IC4A (Intercollegiate Association of Amateur Athletes of America), l'associazione intercollegiale degli atleti amatori degli Stati Uniti, gareggiando per la Brown University.
Nel 1912 prese parte ai Giochi olimpici di Stoccolma conquistando la medaglia di bronzo nei 1 500 metri e quella d'argento nei 3 000 metri a squadre con Tell Berna, George Bonhag, Abel Kiviat e Louis Scott.
Il 16 luglio 1915, durante una gara svoltasi a Cambridge, Massachusetts, Taber fu il primo atleta amatore a battere il record del mondo sul miglio con il tempo di 4'12"6.

## Palmarès
| Anno | Manifestazione  | Sede      | Evento                | Risultato | Prestazione | Note  |
| ---- | --------------- | --------- | --------------------- | --------- | ----------- | ----- |
| 1912 | Giochi olimpici | Stoccolma | 1 500 metri           | Bronzo    | 3'56"9      |       |
| 1912 | Giochi olimpici | Stoccolma | 3 000 metri a squadre | Oro       | 9 p.        | [ 1 ] |